# رافائيل جوفريسا
رافائيل جوفريسا (بالإسبانية: Rafael Jofresa)‏ هو لاعب كرة سلة محترف إسباني معتزل. مثّل منتخب بلاده. شارك في مسابقة كرة السلة في الألعاب الأولمبية الصيفية. لعب مع نادي برشلونة لكرة السلة وجوفينتوت بادالونا. فاز بالدوري الإسباني لكرة السلة ثلاث مرات.

## روابط خارجية
- رافائيل جوفريسا على موقع الاتحاد الدولي لكرة السلة (الإنجليزية)
- رافائيل جوفريسا على موقع الدوري الإسباني لكرة السلة (الإسبانية)
- رافائيل جوفريسا على موقع كرة السلة الأوروبية.كوم (الإنجليزية)
- رافائيل جوفريسا على موقع ريلجم (الإنجليزية)
- رافائيل جوفريسا على موقع بروبوليرز (الإنجليزية)
- رافائيل جوفريسا على موقع سبورتس رفرنس (الإنجليزية)
- رافائيل جوفريسا على موقع اللجنة الأولمبية الدولية (الإنجليزية)
- رافائيل جوفريسا على موقع أوليمبيديا (الإنجليزية)
- رافائيل جوفريسا على موقع اللجنة الأولمبية الإسبانية (الإسبانية)